# Registro istruzione
Nell'architettura dei calcolatori, il registro istruzione (in inglese instruction register, IR) è un registro della CPU che immagazzina l'istruzione in fase di elaborazione. Ogni istruzione viene caricata dentro il "registro istruzione" che la deposita mentre viene decodificata, la prepara per l'esecuzione e quindi la elabora. Questo processo può necessitare di molti passaggi. Altre CPU più complesse usano il registro istruzione della pipeline dati dove ogni fase viene preparata per la successiva operazione, sia essa di decodifica o di esecuzione.
Il "registro istruzione", insieme al "contatore di programma" (program counter) e al "registro degli indirizzi" (Address Register) costituiscono i principali registri di controllo presenti nell'unità di controllo (CU) di ogni CPU. 
Il "registro istruzione" è utilizzato nel ciclo fetch-execute che costituisce la dinamica fondamentale nel funzionamento di un computer; tale ciclo è una ripetizione infinita e sequenziale dei seguenti passi:
1. caricamento dell'istruzione riferita dal program counter;
2. aggiornamento (incremento) del program counter, in modo che contenga l'indirizzo dell'istruzione successiva;
3. esecuzione dell'istruzione caricata.